# The Big Idea

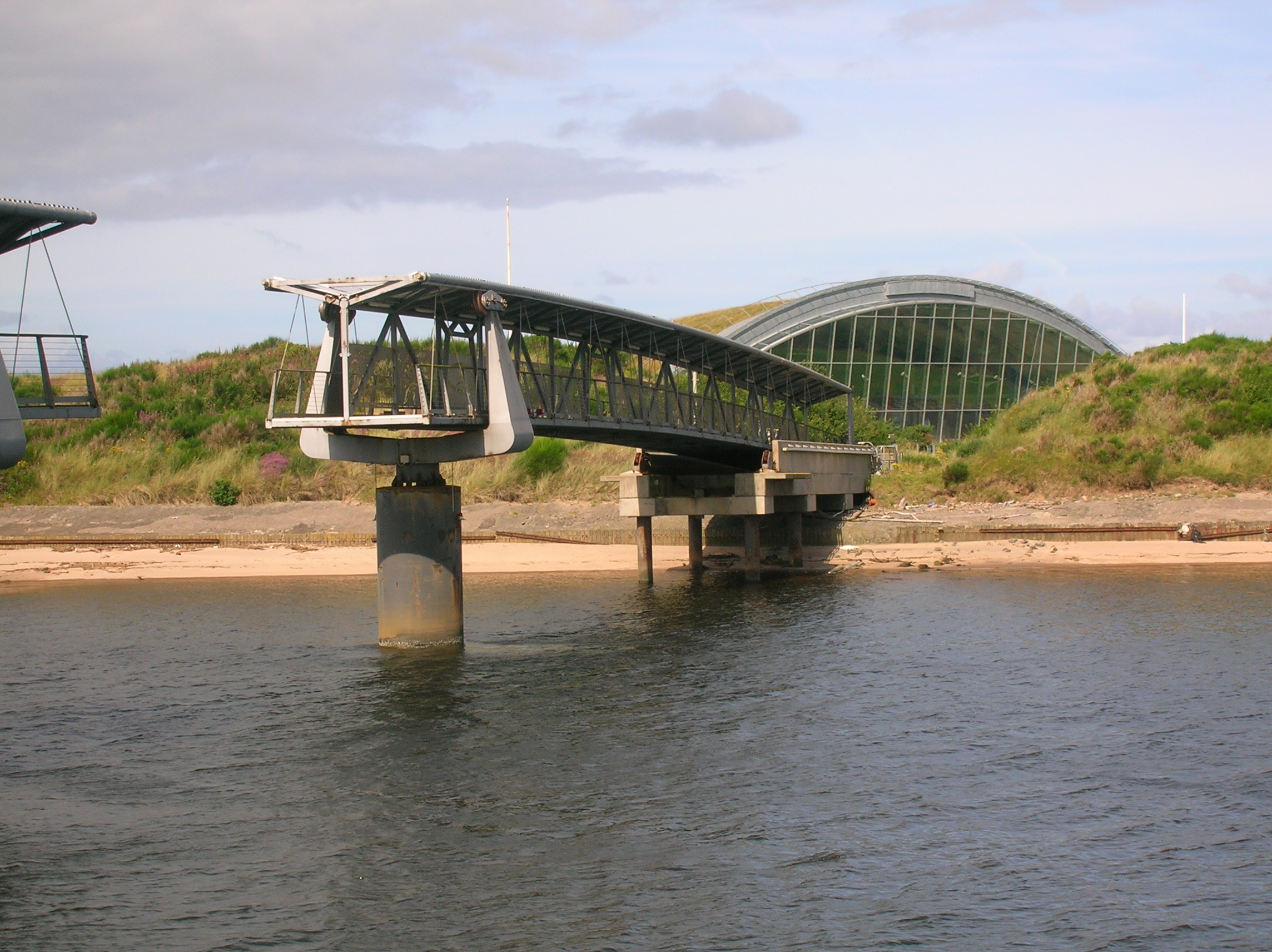
Museibyggnaden och gångbron, foto från 2007.

The Big Idea var ett interaktivt museum/vetenskapscentrum på halvön Ardeer vid orten Irvine, North Ayrshire i västra Skottland, nära ån Irvines mynning. Museet öppnade år 2000, kostade 14 miljoner pund och finansierades av bland annat den offentliga organisationen Millennium Commission med medel från lotteriet National Lottery.
Museet byggdes i södra delen av området för Alfred Nobels dynamitfabrik Nobel Explosives (uppgick i ICI 1926) och var tillägnat uppfinningar och uppfinnare. Skotska uppfinnare som uppmärksammades i museet var bland andra John Napier, William Murdock, Alexander Fleming och John Logie Baird. Byggnaden, som har torvtak, är tänkt att påminna om en stor sanddyn.
Det finns en tidskapsel i marken under museet. En gångbro till museet är öppningsbar för att kunna låta mindre båtar passera till en närbelägen hamn. För närvarande (2018) befinner sig bron i sitt öppnade läge.

## Nedläggning
Under invigningsåret 2000 kom 120 000 besökare, men 2001 endast 50 000. The Big Idea stängde 2003, då besökarantalet var 20 000 färre än de 70 000 som behövdes för att täcka de löpande kostnaderna. Anläggningen fick konkurrens av Glasgow Science Centre som öppnade 2001. Museibyggnaden finns kvar, men dess framtid är oklar.